# Zgodovina esperanta
Esperanto je v sedemdesetih in osemdesetih letih devetnajstega stoletja razvil L.L. Zamenhof. Unua L.ibro, prva tiskana razprava o jeziku je izšla leta 1887. Število ljudi, ki so govorili esperanto, se je od takrat postopoma povečevalo, brez velike podpore vlad in mednarodnih organizacij. Njegova uporaba je bila v nekaterih primerih prepovedana ali kako drugače zavrnjena.

## Standardiziran jidiš
Okoli leta 1880 je Zamenhof, ko se je v Moskvi ukvarjal z Esperantom, brez uspeha skušal poenotiti jidiš na temelju njegovega domačega narečja okoli Bialystoka, da bi služil kot poenoten za Jude ruskega imperija. Uporabljal je celo latinico s črkami ć, h́, ś, ź (enako kot v zgodnjih osnutkih esperanta, kasneje ĉ,,, ŝ, ĵ) in ě za schwa. Vendar je zaključil, da tak projekt nima prihodnosti, zato ga je opustil ter se posvetil esperantu kot jeziku, ki naj bi povezoval vse človeštvo.  Paul Wexler je predlagal, da esperanto ni samovoljna zlepljenka glavnih evropskih jezikov, temveč latininizirana sveža leksifikacija jidiša, maternega jezika njegovega ustanovitelja.  Tega modela glavna struja jezikoslovcev ne podpira. 

## Razvoj jezika pred objavo
Zamenhof bo kasneje rekel, da mu je že od otroštva dalje svetovni jezik bil v sanjah, Sprva je razmišljal o tem, da bi oživel latinščino, a ko se je jezik učil v šolli, prišel do mnenja, da je za običajno sredstvo mednarodnega sporazumevanja prezapletena. Ko se je naučil angleščine, je spoznal, da so glagolske konjugacije nepotrebne in da so lahko slovnični sistemi veliko enostavnejši, kot je pričakoval. Še vedno je imel problem zapomniti obsežen besednjak, dokler ni opazil dve ruskih napisov Швейцарская (švejtsarskaja,dom za nosače - od швейцар švejtsar, porter) in Кондитерская (konditerskaja, slaščičarna - od кондитер, slaščičar). Doumel je, da bi lahko razumna uporaba pripon močno zmanjšala število za sporazumevanje potrebnih besednih korenov. Besedišče se je odločil prevzeti iz romanščine in germanščine, jezikov, ki so jih najpogosteje poučevali v šolah po vsem svetu in bi bili zato za večino ljudi domači
Zamenhof je svoje srednješolske sošolce učil zgodnjo različico jezika. Nato se je nekaj let ukvarjal s prevodi in poezijo, da bi izboljšal svojo stvaritev. Leta 1895 je zapisal: "Jezik sem šest let dolgo izpopolnjeval in preizkušal, čeprav sem leta 1878 imel občutek, da je že popolnoma pripravljen." Ko je delo bilo pripravljeno za objavo, so ga caristični cenzorji prepovedali. Prizadet je svoj čas posvetil prevajanju del, kot sta Biblija in Shakespeare. Ta prisilna zamuda je vodila do nadaljnjih izboljšav. Julija 1887 je objavil svojo knjigo Unua Libro (Prva knjiga), ki je temeljni uvod v jezik, v bistvu v obliki, kot se govori danes.

## OdUnua Librodo bulonjske deklaracije (1887–1905)
Unua Libro je izšla leta 1887. Sprva je gibanje najbolj raslo v ruskem cesarstvu in vzhodni Evropi, kmalu pa se je razširilo v zahodno Evropo in čez morje: v Argentino leta 1889 in v Kanado leta 1901. V Alžirijo, Čile, Japonsko, Mehiko in Peru je prišlo gibanje leta 1903, v Tunizijo leta 1904, v Avstralijo, ZDA, Gvinejo, Indokino, Novo Zelandijo, Tonkin in Urugvaj pa leta 1905.
V prvih letih se je esperanto uporabljal predvsem v publikacijah Zamenhofa in zgodnjih privržencev, kot je bil Antoni Grabowski, v njih obsežni korespondenci (večinoma zdaj izgubljeni), v reviji La Esperantisto, ki je izhajala od 1889 do 1895, in le občasno pri osebnih srečanjih.
Leta 1894 je Zamenhof pod pritiskom založnika revije La Esperantisto Wilhelma Trompetra in nekaterih drugih vodilnih uporabnikov nejevoljno predlagal radikalno reformo, o kateri bi morali glasovati bralci. Predlagal je skrčiti abecedo na 22 črk (z izločitvijo naglašenih črk in večine njihovih izgovarjav), spremeniti množino na -i, uporabiti pozicijski tožilnik namesto končnice -n, odpraviti razlike med pridevniki in prislovi, zmanjšati število deležnikov s šestih na dva in nadomestiti tabelo korelativov z več latiniziranimi besedami ali besednimi zvezami. Te reforme so v veliki meri zavrnili, nekatere pa so bile sprejete v poznejših reformah (na primer Ido) in kritikah jezika. V naslednjem desetletju se je esperanto razširil v zahodno Evropo, zlasti v Francijo. Do leta 1905 je izhajalo že 27 revij (Auld 1988).
Leta 1904 so priredili majhno mednarodno konferenco, ki je avgusta 1905 pripeljala do prvega svetovnega kongresa v Boulogne-sur-Mer v Franciji. Prisotnih je bilo 688 govorcev esperanta iz 20 narodnosti. Na tem kongresu je Zamenhof uradno odstopil kot voditelj esperantskega gibanja, saj ni želel, da bi osebni predsodki (ali antisemitizem) ovirali napredovanje jezika. Predlagal je izjavo o temeljnih načelih esperantskega gibanja, ki so jo udeleženci kongresa podprli.

## Od Bulonjske deklaracije do danes (1905– danes)
Svetovni kongresi so se razen med obema vojnama.prirejali vsako leto od leta 1905 dalje.
V zgodnjih dvajsetih letih se je zdelo, da se je za esperanto odprla velika priložnost, ko je iranska delegacija pri Ligi narodov predlagala, da se jezik sprejme za uporabo v mednarodnih odnosih, po poročilu Nitobeja Inazōja, uradnega delegata Društva narodov v 13. svetovnem kongresu esperanta v Pragi.  Deset delegatov je predlog sprejelo le z enim glasom proti, francoski delegat Gabriel Hanotaux, ki je vložil veto. Ni mu bilo prijetno videti, kako francoski jezik izgublja položaj mednarodnega jezika, in je esperanto videl kot grožnjo. Dve leti kasneje pa je Liga priporočila, da države članice vključijo esperanto v svoje izobraževalne programe. Francozi so se maščevali tako, da so prepovedali učiti esperanto v francoskih šolah in univerzah. Francosko ministrstvo za šolstvo je izjavilo, da bi sprejetje esperanta pomenilo, da "bosta francoščina in angleščina propadla in da bo nivo pismenosti po svetu padel". Kljub temu mnogi v dvajsetih letih 20. stoletja vidijo kot razcvet esperantskega gibanja.
Leta 1941 je Sovjetska zveza začela množično zapirati, preganjati in moriti esperantiste in njihove sorodnike iz strahu, da gre za proti-nacionalističnim gibanje, vendar jo je prekinil nacistični napad. 
Hitler je v knjigi Mein Kampf  zapisal, da je esperanto bil zamišljen kot univerzalni jezik, ki naj bi združil judovsko diasporo . 
Ustanovitev Nacionalne nemške esperantske lige brez Judov ni pomirila nacistov. Poučevati esperanto med drugo svetovno vojno v nemških taboriščih za ujetnike.ni bilo dovoljeno Esperantisti so včasih prepoved lahko zaobšli tako, da so stražarje prepričali, da učijo italijanščino, to je jezik najbližjega zaveznika Nemčije.
Prva leta Sovjetske zveze je Esperanto dobil nekaj državne podpore in nastalo je uradno priznano sovjetsko esperantsko združenje  Vendar je leta 1937 Stalin s to politiko prekinil, tako da je bila uporaba esperanta prepovedana vse do leta 1956. Esperanto sam ni zadoščal za smrtno kazen, vendar je bila njegova uporaba razširjena med Judi ali sindikalisti in spodbujala stike s tujci, razlogi zadosti za sum oblasti. 
Po drugi strani pa si je fašistična Italija prizadevala podpreti turizem v Italiji z esperantskimi letaki in pri tem poudarjala podobnosti med italijanščino in esperantom.
Portugalske desničarske vlade so od leta 1936 do revolucije nageljnov 1974 jezik zatirale Po španski državljanski vojni je frankistična Španija zajela anarhiste in katalonske nacionaliste, med katerimi je bil esperanto precej razširjen; toda v petdesetih letih se je esperantsko gibanje spet toleriralo ; Francisco Franco je sprejel častno pokroviteljstvo madridskega svetovnega esperantskega kongresa. 
Hladna vojna, zlasti v petdesetih in šestdesetih letih prejšnjega stoletja, je pomenila zavoro tudi za esperantsko gibanje, saj je na obeh straneh prevladoval strah, da bi lahko esperanto uporabili za sovražno propagando. Vendar je jezik v sedemdesetih letih doživel neke vrste renesanso in se razširil na nove dele sveta; kot je na primer bila prava eksplozija priljubljenosti v Iranu leta 1975. Do leta 1991 je število afriških esperantistov zadoščalo za vseafriški kongres. Jezik se še naprej širi, čeprav ga uradno ne prizna nobena država in je del državnega izobraževalnega programa le v redkih primerih.

## Razvoj jezika
Bulonjska deklaracija  (1905) je omejila spremembe v esperantu. V tej izjavi je med drugim navedeno, da mora jezik ostati Fundamento de Esperanto ("Temelj Esperanta", skupina zgodnjih del Zamenhofa), ki bo zavezujoča za vedno: nihče nima pravice temelj spreminjati.. Izjava tudi dovoljuje uporabo novih konceptov, ki se govorcu zdijo primerni, vendar priporoča, da ostanejo v skladu s prvotnim slogom.
Mnogi esperantisti menijo, da je ta izjava stabilizirala jezik in je glavni razlog za to, da je skupnost govorcev esperanta presegla raven drugih ustvarjenih jezikov, pri tem pa razvila cvetočo kulturo. Druge konstruirane jezike je pri razvoju stabilne skupnosti govorečih oviralo nenehno krpanje jezika. Mnogi starši konstruiranih jezikov so pri razvoju jezika vedli posestniško in rovarili proti vsem, ki so skušali k jeziku prispevali. Eden takih primerov, ki se je končal v katastrofi, je bil Schleyerjev Volapük. Drugače Zamenhof, ki je izjavil, da "esperanto pripada esperantistom". Po objavi jezika se je umaknil v ozadje, kar je drugim omogočilo, da sodelujejo v zgodnjem razvoju jezika.
Slovnični opis v najzgodnejših knjigah je bil nekoliko nejasen, zato se je soglasje o uporabi (pod vplivom Zamenhofovih odgovorov na nekatera vprašanja) sčasoma razvilo v okvirju, ki ga je postavil prvotni oris (Auld 1988 ). Jezik je bil že pred bulonjsko deklaracijo izjemno stabilen; prvo leto po objavi je prišlo le do enega leksikalnega popravka,, in sicer spremembe za "kdaj", "potem", "nikoli", "včasih", "vedno" iz kian, tian, nenian, ian, ĉian v kiam, tiam, neniam itd., da bi se izognili zamenjavi z akuzativnimi oblikami kia "kakšen", tia "takšen" itd. Tako je esperanto dobil stabilno strukturo in slovnico, podobno okolju, ki ga naravni jeziki uživajo zaradi svojih uporabnikov in uveljavljenega obsega literature. Esperanta se je mogoče naučiti, ne da bi pri tem zgubili tla pod nogami Spremembe v jeziku so se lahko zgodile in je do njih tudi prišlo, vendar samo s široko splošno podporo; ni bilo osrednje avtoritete s samovoljnimi spremembmi, kot se je pripetilo Volapüku in nekaterim drugim jezikom.
Raba esperanta dandanes se lahko dejansko razlikuje od rabe, prvotno opisane v Fundamentu, čeprav so razlike večinoma pomenske (vključno s spremenjenim pomenom besed) in ne slovnične ali fonološke. Pomemben primer je ned vzorci izrazov prevod "Všeč mi je". Po Fundamentu naj bi Mi ŝatas ĉi tiun dejansko pomenil "To cenim". Tradicionalna raba je Tiu ĉi plaĉas al mi (dobesedno "to je meni všeč"), odraža besedno zvezo večine evropskih jezikov (francosko celui-ci me plaît, špansko éste me gusta, rusko to мне нравится [eto mnye nravitsya], nemško Das gefällt mir, italijansko mi piace).

## Dialekti, projekti reform in izpeljani jeziki
Esperanto se z uporabo naravnega jezika ni razdrobil na regionalna narečja. To morda zato, ker je sredstvo za vsakodnevno komunikacijo le pri majhnem delu njegovih govorcev. Vendar vsaj trije drugi razlogi delujejo proti narečjem, in sicer centripetalna sila Fundamenta, združujoči vpliv Plene Vortaro in njegovih naslednikov (ki so bili vzor za uporabo del Zamenhofa in vodilnih pisateljev), ter nadnacionalne ambicije same govorne skupnosti. Slang in žargon sta se do neke mere sicer razvila, vendar take vrste spremembe motijo univerzalno komunikacijo - celotna poanta esperanta - in se jim zato skupnost na splošno izogiba.
V začetku dvajsetega stoletja pa so predlagali številne reformne projekte. Skoraj vsi ti Esperantidi so bili mrtvorojeni, toda prvi med njimi, Ido ("potomec"), je nekaj let doživljal opazen uspeh. Ido je oktobra 1907 v Parizu predlagala delegacija za sprejetje mednarodnega pomožnega jezika. Njene glavne reforme so bile približanje abecede, semantike in nekaterih slovničnih značilnosti romanskim jezikom ter odprava pridevniške skladnosti in tožilnika, razen v primerih, ko je to potrebno. Sprva so projekt Ido podprli številni vodilni esperantisti, vendar je gibanje stagniralo in nazadovalo, najprej z naključno smrtjo enega njegovih glavnih zagovornikov, pozneje, ko so ljudje predlagali nadaljnje spremembe. Vendar pa se je Ido izkazal kot bogat vir esperantskega besedišča.
Nekateri bolj osredotočeni reformni projekti z vplivom,omejenim le na določeno značilnost jezika, so pridobili nekaj privržencev. Eden od teh je riizem, ki jezik spreminja v neseksistični jezik in uporablja za spol nevtralne zaimke. Vendar pa je večina teh projektov specifičnih za posamezne narodnosti (riizem na primer za angleško govoreče okolje) in edine v esperantski skupnosti sprejete spremembe so manjše in postopne reforme od spodaj navzgor.
Esperanto je zaslužen za vpliv ali navdih na več poznejših konkurenčnih jezikovnih projektov, kot sta Occidental (1922) in Novial (1928). Ti so po svoji priljubljenosti vedno močno zaostajali za Esperantom. Nasprotno pa je Interlingua (1951) po priljubljenosti močno presegla Ido. Vendar kaže le malo ali nič vpliva Esperanta. 

## Esperanto skozi čas
- 1859: L. L. Zamenhof, oče esperanta, se rodi v Białystoku v Rusiji (danes Poljska).
- 1873: Družina Zamenhof se preseli v Varšavo.
- 1878: Zamenhof praznuje zaključek svojega univerzalnega jezikovnega projekta Lingwe Uniwersala s srednješolskimi prijatelji.
- 1879: Zamenhof obiskuje medicinsko šolo v Moskvi. Oče mu v njegovi odsotnosti sežge njegov jezikovni projekt. Medtem Schleyer objavi skico za Volapük, prvi mednarodni ustvarjeni jezik, ki si pridobil številne govorce. Številni volapüški klubi bodo kasneje prešli na esperanto.
- 1881: Zamenhof se vrne v Varšavo, da nadaljuje s študijem medicine, in začne znova ustvariti svoj projekt.
- 1887: Zamenhof se poroči. Julija s finančno pomočjo svoje žene v ruščini izda Unua Libro, prvo publikacijo, ki uvaja esperanto. Poljski, nemški in francoski prevodi so objavljeni kasneje istega leta.
- 1888: Leo Tolstoj postane zgodnji navijač. Zamenhof objavlja Dua Libro, pa tudi prvo izdajo Unua Libro v angleškem jeziku, ki je bila, kot so kasneje ugotovili, polna napak.
- 1889: januarja izide druga izdaja Unua Libro v angleškem jeziku v prevodu Richarda H. Geoghegana in postane standardni angleški prevod. Tudi Henry Phillips mlajši iz Ameriškega filozofskega društva prevede Unua Libro v angleščino. Prvi zvezek revije La Esperantisto izide septembra. Jezik se začne imenovati Esperanto.
- 1894: Zamenhof pod pritiskom daje radikalno reformo na glasovanje, ki jo z veliko večino zavrnejo. Ta različica esperanta se pogosto imenuje esperanto 1894.
- 1895: La Esperantisto neha izhajati. Lingvo Internacia začne izhajati decembra.
- 1901: Zamenhof objavlja svoje ideje o univerzalni religiji, ki temelji na filozofiji Hilela starejšega.
- 1905: Spomladi izide Fundamento de Esperanto. Prvi svetovni esperantski kongres poteka v Boulogne-sur-Mer z udeležbo 688 udeležencev in poteče v celoti v esperantu. Kongres zasnuje in ratificira Bulonjsko deklaracijo.
- 1906: V Ženevi v Švici poteka drugi svetovni esperantski kongres, na katerem sodeluje 1200 udeležencev. Izhajati začne. La Revuo.
- 1907: Dvanajst članov britanskega parlamenta predlaga Zamenhofa za Nobelovo nagrado za mir. V Londonu se ustanovi Ĉekbanko Esperantista (esperantistična čekovna banka), ki uporablja spesmilo, pomožno esperantsko valuto, ki temelji na zlatem standardu. Odbor, ki ga je v Parizu organiziral Louis Couturat, predlaga projekt reforme Ido, ki pomeni veliko konkurenco esperantu do prve svetovne vojne.
- 1908: Hector Hodler, 19-letni švicarski esperantist, ustanovi Združenje univerzalnega esperanta.
- 1909: V Barceloni je bilo ustanovljeno Mednarodno združenje esperantističnih železniških delavcev.
- 1910 in dalje: esperanto poučujejo v državnih šolah v Republiki Kitajski, Samosu in Makedoniji.
- 1910: 42 poslancev francoskega parlamenta predlaga Zamenhofa za Nobelovo nagrado za mir.
- 1914: Lingvo Internacia in La Revuo nehata izhajati.
- 1917: Zamenhof umre med prvo svetovno vojno
- 1920: V takratni Češkoslovaški je začela izhajati prva esperantska revija za slepe Aŭroro. Še danes je v tisku.
- 1921: Francoska akademija znanosti priporoča uporabo esperanta za mednarodno znanstveno komunikacijo.
- 1922: Esperanto je prepovedan v francoskih šolah.
- 1924: Liga narodov priporoča državam članicam, naj uporabljajo esperanto kot pomožni jezik.
- 1920-: Pisarne brazilskega ministrstva za šolstvo uporabljajo esperanto za svojo mednarodno korespondenco. Lu Xun, ustanovitelj sodobne kitajske literature, postane zagovornik esperanta. Montagu C. Butler je prvi, ki je vzgojil esperantsko govoreče otroke.
- 1933/34: reorganizacija mednarodnega (nevtralnega) esperantskega gibanja pod imenom UEA.
- 1934: Enciklopedija esperanta prvič objavljena v Budimpešti.
- 1935: Kalocsay in Waringhien objavita vplivno Plena Gramatiko de Esperanto (Celotna slovnica esperanta). Maja so v nacistični Nemčiji dejansko prepovedali esperanto in druge načrtovane jezike.
- 1936: Vse esperantske organizacije v nacistični Nemčiji so junija Heinrich Himmler. prepove
- 1937: voditelji esperantske organizacije v Sovjetski zvezi aretirani Esperantske dejavnosti so onemogočene
- 1938: Ustanovljena je Svetovna esperantska mladinska organizacija TEJO.
- 1939–1945: V drugi svetovni vojni sta številne države zasedle Nemčija in Sovjetska zveza, kjer so bile organizacije esperanta pogosto prepovedane ali pa so bile dejavnosti esperanta omejene na druge načine.
- 1948: Združenje železniških delavcev je preimenovano v IFEF, Internacia Fervojista Esperanto-Federacio (Mednarodna federacija železničarjev Esperanto), da bi spodbudilo uporabo esperanta pri upravljanju železnic po vsem svetu (do zdaj v Evraziji).
- 1954: Unesco vzpostavlja posvetovalne odnose z Združenjem univerzalnega esperanta.
- 1966: V Argentini je bil predstavljen predhodnik Pasporta Servo. Pasporta Servo je globalna mreža govorcev esperanta, ki gostijo esperantiste, ki potujejo po njihovih državah.
- 1967: István Nemere ustanovi Renkontiĝo de Esperanto-Familioj, prvo organizacijo za esperantsko govoreče družine.
- 1975: Esperantsko gibanje se razširi na Iran, v Teheranu se tri tisoč ljudi nauči jezika.
- 1980: Internacia Junulara Kongreso (Mednarodni mladinski kongres) v mestu Rauma na Finskem ratificira manifest Raume, s čimer artikulira stališče mnogih v esperantskem gibanju, da je esperanto cilj sam po sebi.
- 1985: UNESCO spodbuja države članice OZN, da v svoje šolske programe vključijo esperanto.
- 1987: 6000 esperantistov se je udeležilo 72. svetovnega esperantskega kongresa v Varšavi, ki obeležuje stoletnico esperanta.
- 1991: V Loméju v Togu poteka prva vseafriška esperantska konferenca.
- 1992: PEN International sprejme oddelek za esperanto.
- 1999: Esperantski pesnik William Auld je nominiran za Nobelovo nagrado za literaturo.
- 2001: Začel se je projekt Vikipedio (esperantska Wikipedia), prvo splošno enciklopedijo v konstruiranem jeziku. Zdaj je eno najbolj priljubljenih spletnih mest v esperantu.
- 2004: Stranka Evropa-demokracija-esperanto (E ° D ° E °) tekmuje na volitvah v Evropski parlament v Franciji na platformi, s katero naj bi esperanto postal drugi jezik vseh držav članic EU in je zbral 0,15% glasov.
- 2007: Izrael je izdal znamko v spomin na 120 let esperanta (1887–2007). Podoba Zamenhofa je oblikovana v besedilu, ki opisuje njegovo življenje, povzeto po članku v Wikipediji o esperantu. V kotu zavihka je zastava esperantskega gibanja.
- 2009: Brazilski senat sprejme zakon, s katerim naj bi esperanto postal neobvezen del učnega načrta v državnih šolah. Leta 2010 poslanska zbornica zakona še ni sprejela.
- 2015: V Lillu v Franciji poteka 100. svetovni esperantski kongres. Duolingo lansira svoj program za esperanto.
- 2017: Predstavljen je Amikumu, aplikacija, ki povezuje esperantiste z drugimi lokalnimi esperantisti po vsem svetu.